# Ramea-eilanden
De Ramea-eilanden zijn een archipel in Newfoundland en Labrador, de oostelijkste provincie van Canada. De eilandengroep bevindt zich voor de zuidkust van het eiland Newfoundland. Op Northwest Island, het op een na grootste eiland van de groep, ligt de gemeente Ramea.

## Geografie
De Ramea-eilanden bestaan uit 17 eilanden en vele tientallen rotsen, klippen en zandbanken. De eilandengroep vormt een ketting die langs haar west-oostas 9,5 km lang en gemiddeld zo'n 3 km breed is. De vier grootste eilanden zijn Great Island (3,15 km²), Northwest Island (1,89 km²), Harbour Island (0,43 km²) en Southwest Island (0,36 km²).
De outport Ramea is gelegen op Northwest Island, alle andere eilanden zijn onbewoond. Northwest Island ligt bijna 20 km ten zuidoosten van Burgeo, een belangrijke plaats aan de centrale zuidkust van Newfoundland. 
De kleinste afstand tussen de Ramea-eilanden en Newfoundland bedraagt zo'n 6 km (te rekenen vanaf het noordoosten van Great Island). De zeer afgelegen Penguin Islands liggen 30 km ten zuidoosten van de Ramea-eilanden.

## Demografie
Net zoals de meeste afgelegen gemeenten in de provincie is ook de bevolkingsomvang van Ramea – en dus van de Ramea-eilanden – al decennia aan het krimpen. Tussen 1991 en 2021 daalde de bevolkingsomvang van 1.224 naar 388. Dat komt neer op een zeer sterke daling van 836 inwoners (-68,3%) in dertig jaar tijd.
| Jaar | Aantal inwoners | Verschil |
| ---- | --------------- | -------- |
| 1991 | 1.224           | –        |
| 1996 | 1.080           | -11,8%   |
| 2001 | 754             | -30,2%   |
| 2006 | 618             | -18,0%   |
| 2011 | 526             | -14,9%   |
| 2016 | 447             | -15,0%   |
| 2021 | 388             | -13,2%   |

## Panorama

Zicht op de Ramea-eilanden met links het dorp Ramea vanop Man O'War Hill, het hoogste punt van Northwest Island. De drie grote eilanden in de achtergrond zijn Harbour Island (rechts), Puffin Island (midden) en Great Island (links). Aan het linkergedeelte van de horizon is in de verte Newfoundland zichtbaar